# Lellingeria laxifolia
Lellingeria laxifolia är en stensöteväxtart som beskrevs av Alan Reid Smith och R. C. Moran. Lellingeria laxifolia ingår i släktet Lellingeria och familjen Polypodiaceae. Inga underarter finns listade.